# عنبية آسية
العنبية الآسية أو الأحراش أو عنب الأحراج أو عنب الغاب أو الأويسة أو القِمَام الآسيّ نبات من الفصيلة الخلنجية ذو ثمر أزرق أو ضارب إلى السواد يؤكل نيئاً كفاكهة.
له خصائص صحية متعددة ، ويساعد أكله على تحسن الرؤية في الظلام.

## الوصف النباتي
النبات عبارة عن شجيرة معمرة لا يزيد ارتفاعها عن 40 سم له أزهار صغيرة بيضاء أو قرنفلية وثمار عنبية الشكل ذات لون أسود أو أرجواني.
ويحتوي هذا النبات على مركبات تسمى انثوسيانوزايدز (بالإنجليزية: Anthocyanosides)‏ وهذا المركب يزيد من تأثير فيتامين ج الذي يستخدم لعلاج الغلوكوما.
وقد نصح كل من د. جوزيف بيزورنو رئيس جامعة باستري في مدينة سياتل بأمريكا و د. مايكل مرتي مؤلف كتاب الطبيعي باستخدام ثمار هذا النبات و ثمار العنبية (بالإنجليزية: Blueberry)‏ لمنع حدوث الغلوكوما.

## معرض الصور

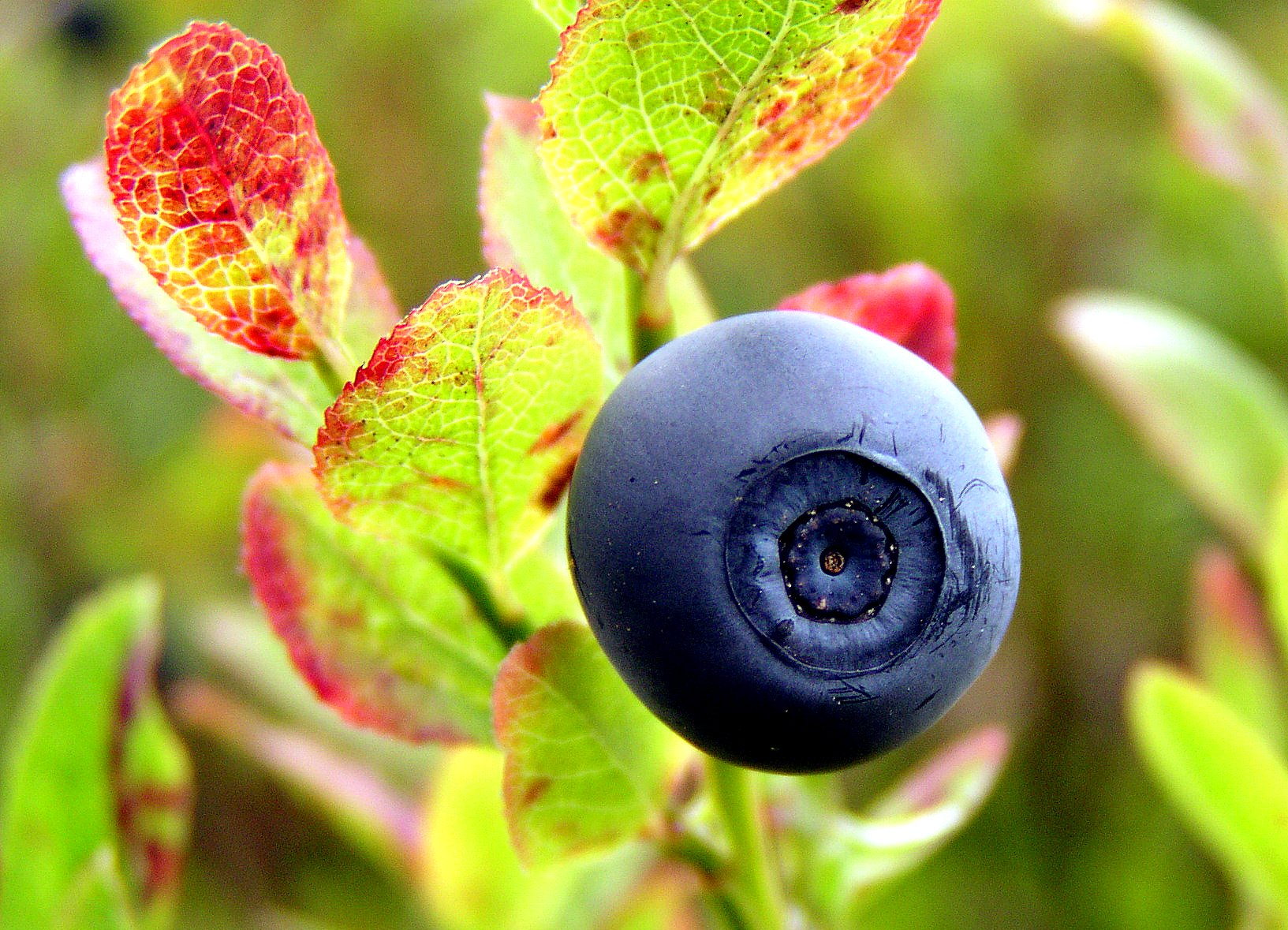
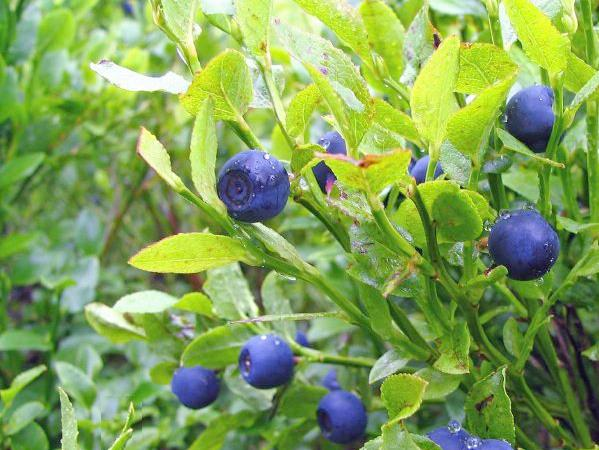
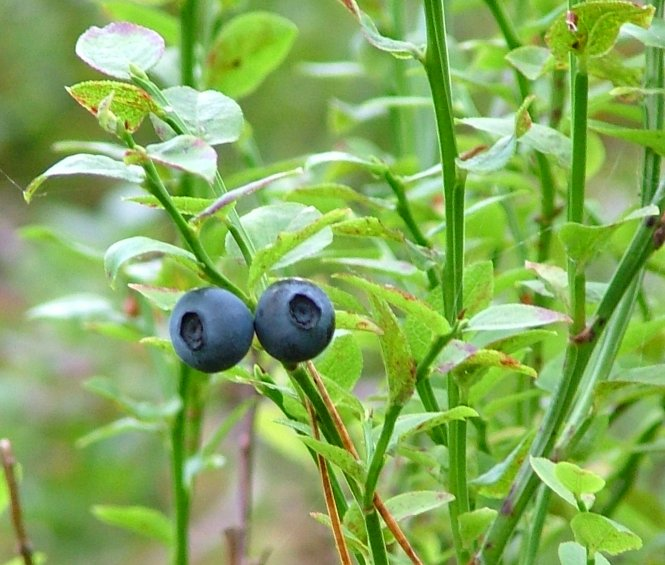
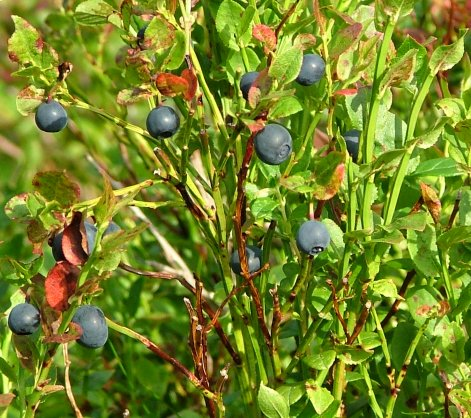
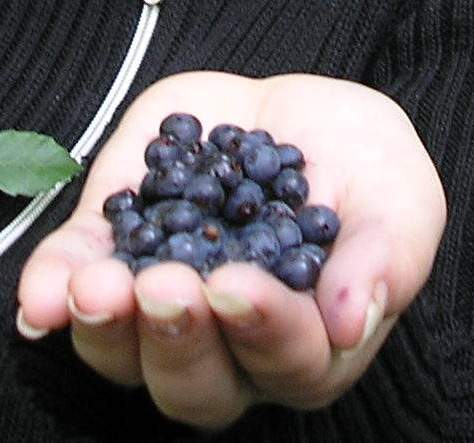
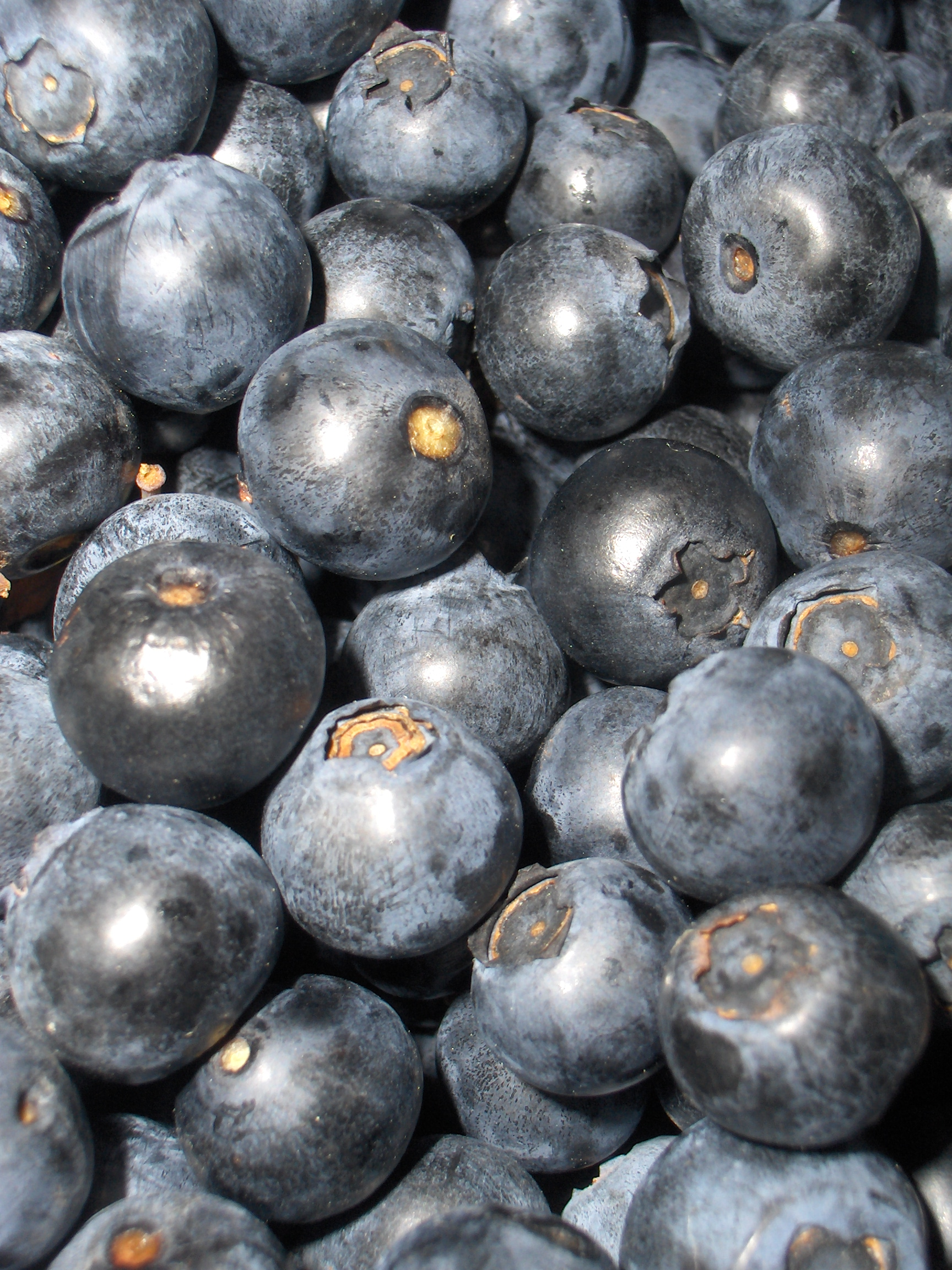